# Virrey de Aragón

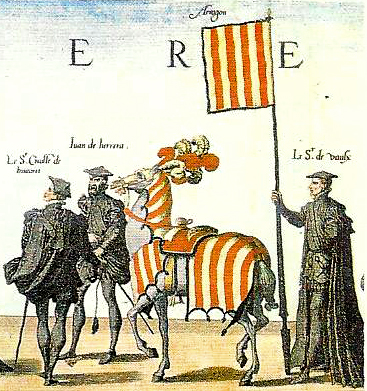
Guion y caballo engualdrapado con el emblema heráldico del Reino de Aragón privativo en las exequias de 1558 por la muerte de Carlos I de España y V como emperador del Sacro Imperio Romano-Germánico. Calcografía coloreada. Jérôme Cock, dibujo; Jean y Luc de Dovar; grabadores. La Magnifique, et sumptueuse pompe funèbre faite aus obceques, et funerailles du très grand, et très victorieus empereur Charles Cinquième, celebrées en la Ville de Bruxelles le XXIX. jour du mois de décembre M.D.LVIII par Philippes Roy Catholique d’Espaigne son fils, Anveres, Cristóbal Plantino, 1559, LÁM. 19.

El virrey de Aragón fue el representante del rey de España en el Reino de Aragón. Tras la unión de las Coronas de Castilla y Aragón y la creación de la Monarquía Hispánica en 1479, todos los antiguos reinos de ambas coronas pasaron a gobernarse como virreinatos, encabezados por un virrey, nombrado por el monarca.
El virreinato de Aragón desapareció con los Decretos de Nueva Planta, encuadrados en las reformas borbónicas, sancionadas tras la Guerra de Sucesión Española. Además, de la supresión del reino, los decretos abolieron el régimen foral aragonés y crearon el cargo de capitán general de Aragón como gobernador civil y militar del extinto reino.

## Virreyes de Aragón
| Virreyes | Virreyes | Virreyes                                                                                                   | Periodo    | Monarca                                  |
| -------- | -------- | --- | ---------- | ---------------------------------------- |
| 1º       |          | Alonso de Aragón, arzobispo de Zaragoza                                                                    | 1517-1520  | Carlos I 1516-1556                       |
| 2º       |          | Juan III de Lanuza, Justicia Mayor de Aragón                                                               | 1520-1535  | Carlos I 1516-1556                       |
| 3º       |          | Beltrán II de la Cueva y Toledo, III duque de Alburquerque                                                 | 1535-1539  | Carlos I 1516-1556                       |
| 4º       |          | Pedro Martínez de Luna y Urrea, I conde de Morata de Jalón                                                 | 1539-1554  | Carlos I 1516-1556                       |
| 5º       |          | Diego Hurtado de Mendoza y de la Cerda, príncipe de Melito y duque de Francavilla                          | 1554-1556  | Carlos I 1516-1556                       |
| 6º       |          | Juan de Gurrea                                                                                             | 1556       | Felipe II 1556-1598                      |
| 7º       | Center   | Hernando de Aragón, arzobispo de Zaragoza                                                                  | 1566-1575  | Felipe II 1556-1598                      |
| 8º       |          | Artal de Alagón y Martínez de Luna, conde de Sástago                                                       | 1575-1588  | Felipe II 1556-1598                      |
| 9º       |          | Jaime Jimeno de Lobera, obispo de Teruel                                                                   | 1590-1593  | Felipe II 1556-1598                      |
| 10.º     |          | Beltrán III de la Cueva y Castilla, VI duque de Alburquerque                                               | 1599-1602  | Felipe III 1598-1621                     |
| 11º      | Center   | Ascanio Colonna, cardenal                                                                                  | 1602-1604  | Felipe III 1598-1621                     |
| 12º      |          | Gastón de Moncada, marqués de Aytona                                                                       | 1604-1610  | Felipe III 1598-1621                     |
| 13º      | Center   | Diego Carrillo de Mendoza y Pimentel, marqués de Gelves                                                    | 1610-1621  | Felipe III 1598-1621                     |
| 14º      |          | Fernando de Borja y Aragón, desde 1649 sería VII príncipe de Esquilache y desde 1658, III conde de Mayalde | 1621-1632  | Felipe IV 1621-1665                      |
| 15º      | Center   | Jerónimo Caraffa Carraciolo, marqués de Montenegro                                                         | 1632-1635  | Felipe IV 1621-1665                      |
| 16º      | Center   | Pedro Fajardo de Zúñiga y Requeséns, marqués de los Vélez                                                  | 1635-1638  | Felipe IV 1621-1665                      |
| 17º      | Center   | Francisco María Carrafa, duque de Nochera                                                                  | 1639-1641  | Felipe IV 1621-1665                      |
| 18º      |          | Antonio Enríquez de Porres, obispo de Málaga                                                               | 1641       | Felipe IV 1621-1665                      |
| 19º      |          | Enrique Enríquez Pimentel, marqués de Távara                                                               | 1641       | Felipe IV 1621-1665                      |
| 20º      | Center   | Teodoro Trivulcio, cardenal                                                                                | 1642-1644  | Felipe IV 1621-1665                      |
| 21º      |          | Bernardino Fernández de Velasco y Tovar, duque de Frías                                                    | 1644-1645  | Felipe IV 1621-1665                      |
| 2ª vez   |          | Antonio Enríquez de Porres, obispo de Málaga                                                               | 1645-1648  | Felipe IV 1621-1665                      |
| 22º      | Center   | Francisco de Melo, marqués de Villanueva                                                                   | 1647-1649  | Felipe IV 1621-1665                      |
| 23º      |          | Francisco Fernández de Castro y Andrade, conde de Lemos                                                    | 1649-1652  | Felipe IV 1621-1665                      |
| 23º      |          | Bernard Fabricio Pignatelli, V duque de Monteleón                                                          | 1654-1657  | Felipe IV 1621-1665                      |
| 24º      |          | Juan Cebrián Pedro, Arzobispo de Zaragoza                                                                  | 1657-1658  | Felipe IV 1621-1665                      |
| 25º      |          | Nicolás Ludovisi, príncipe de Piombino                                                                     | 1658-1664  | Felipe IV 1621-1665                      |
| 26º      |          | Francisco Idiáquez Butrón, duque de Ciudad Real                                                            | 1664-1667  | Felipe IV 1621-1665                      |
| 27º      |          | Héctor de Pignatelli Aragón, VI duque de Monteleón                                                         | 1667-1668  | Carlos II 1665-1700                      |
| 28º      |          | Pedro Pablo Jiménez de Urrea, conde de Aranda                                                              | 1668       | Carlos II 1665-1700                      |
| 29.º     |          | Juan José de Austria                                                                                       | 1669-1678  | Carlos II 1665-1700                      |
| 30.º     |          | Lorenzo Onofre Colonna                                                                                     | 1678-1681  | Carlos II 1665-1700                      |
| 31.º     |          | Jaime Fernández de Híjar, conde de Salinas                                                                 | 1681-1687  | Carlos II 1665-1700                      |
| 32º      |          | Carlos Antonio Spinelli, príncipe de Cariati                                                               | 1688-1691  | Carlos II 1665-1700                      |
| 33º      |          | Baltasar Cobos y Luna, conde de Castro                                                                     | 1692-1693  | Carlos II 1665-1700                      |
| 34º      |          | Antonio Ibáñez de la Riva Herrera, arzobispo de Zaragoza                                                   | 1693       | Carlos II 1665-1700                      |
| 35º      |          | Juan Manuel Fernández Pacheco, duque de Escalona                                                           | 1693       | Carlos II 1665-1700                      |
| 36º      |          | Domingo Iudice, duque de Inverazzo                                                                         | 1693       | Carlos II 1665-1700                      |
| 2.ª vez. |          | Baltasar Cobos y Luna, conde de Castro Marqués de Camarasa                                                 | 1693-1702) | Carlos II 1665-1700                      |
| 37.º     |          | Antonio Ibáñez de la Riva Herrera, arzobispo de Zaragoza                                                   | 1702-1705  | Felipe V 1700-1724                       |
| 38.º     |          | Mercurio Antonio López Pacheco, conde de San Esteban de Gormaz                                             | 1705-1706  | Felipe V 1700-1724                       |
| 39.º     |          | Antonio Colón de Portugal y Cabrera, conde de Puebla de Portugal (comandante general)                      | 1706-1707  | Carlos III pretendiente 1706-1707 y 1710 |
| 40.º     |          | Fernando de Pignatelli y Brancia, príncipe de Montecorvino                                                 | 1710       | Carlos III pretendiente 1706-1707 y 1710 |

- Datos: Q303864
- Multimedia: Viceroys of Aragon / Q303864